# Ergüder Yoldaş
Ergüder Yoldaş (6. Juni 1939 in Izmir – 25. Januar 2016 ebenda) war ein türkischer Musiker und Komponist.

## Werk
Yoldaş gründete 1963 die Popgruppe „Halikarnas Altılısı“. Diese brachte das Album „Dertli Kaval“ heraus. Yoldaş ist der Komponist des in der Türkei bekannten Popsongs „Sultan-ı Yegâh“. Es erschien 1982 auf der gleichnamigen LP, einer Vertonung eines Gedichtes seines Freundes Attila İlhan. Interpretin war seine zweite Ehefrau Nur Yoldaş. Nach diesem Erfolg komponierte Yoldaş 1983 das Album „Elde Var Hüzün“, das weniger erfolgreich war. Später komponierte Yoldaş ein Album für Esin Afşar zum Thema Mevlana und Yunus Emre.

## Leben
Yoldaş Vater war Lehrer. Als dieser sich im Jahr 1948 in Aydın für die Demokrat Parti als Kandidat aufstellen ließ, musste er aus politischen Gründen die Stelle aufgeben und zog nach Izmir. Yoldaş besuchte dort das Gymnasium „İzmir İnönü Lisesi“. Er absolvierte 1958 das Staatliche Konservatorium Ankara, heiratete in diesem Jahr und arbeitete anschließend u. a. an dem Avni Dilligil Tiyatrosu. Bei einer Tournee verunglückte der Tourbus. Yoldaş wurde schwer verletzt und lag mehrere Wochen im Koma. Anschließend arbeitete er u. a. als Dirigent des Orchesters des İstanbul Festivali Yoldaş unternahm mehrere Reisen und arbeitete beispielsweise im Jahr 1970 sechs Monate als Pianist in Kinshasa. Es folgte die Scheidung und eine neue Ehe mit der Sängerin Nur Yoldaş im Jahr 1976.
Nach zwei gescheiterten Ehen und gesundheitlichen Problemen zog sich Yoldaş 1991 zurück. Er lebte zunächst auf Büyükada, anschließend in Izmir bei Geschwistern und später bei einem Sohn in Istanbul. Er kehrte wieder nach Büyükada zurück und lebte dort in völliger Abgeschiedenheit zunächst in einem Haus, das der Bürgermeister Recep Koç ihm zuwies, und dann in einer Sommerhütte Ayla Algans. Ab 1994 lebte Yoldaş auf der Mülldeponie. Dort traf ihn nach langer Abgeschiedenheit Uğur Dündar an, der über ihn in seiner Fernsehsendung berichtete. Seine Schwester erkannte ihren verwahrlosten Bruder und versuchte erfolglos, ihn zu überzeugen, dieses Leben aufzugeben. Mahlzeiten ließ sie ihm von da an per Table d’hôte besorgen. Yoldaş geriet später in den Blickpunkt der Boulevardpresse. Es erschienen Schlagzeilen wie „Robinson ohne Freitag“. Die Berichterstattung führte dazu, dass eine „Rettungsaktion“ eingeleitet wurde. Aktueller Anlass war ein Brand in der Nähe seiner Unterkunft. Am 20. Januar 1995 wurde Yoldaş mit einem Großeinsatz per Hubschrauber in die Nervenheilanstalt Bakırköy Ruh ve Sinir Hastalıkları Hastanesi zwangseingewiesen. Zeitungen und Fernsehen berichteten ausführlich über diese Aktion. Ümit Bayazoğlu schreibt, der behandelnde Arzt habe Yoldaş nach einer Untersuchung entlassen, da kein behandlungsbedürftiges Problem bestehe und Yoldaş bewusst diese Form des Lebens gewählt habe. Yoldaş selbst berichtete in der Rückschau, man habe ihn dort sechs bis sechseinhalb Monate eingeschlossen.
Yoldaş kehrte anschließend nicht wieder nach Büyükada zurück, sondern lebte bei seiner Schwester und seinen Neffen und Nichten. Yoldaş hatte aus erster Ehe zwei und aus zweiter Ehe ein Kind. Die Medien berichteten Anfang 2015 über schwere gesundheitliche Probleme. Ergüder Yoldaş starb am 25. Januar 2016 in einem Krankenhaus in Izmir.

## Diskografie
- Diskografie von Ergüder Yoldaş (Homepage von Nur Yoldaş)

| Personendaten    | Personendaten                    |
| ---------------- | -------------------------------- |
| NAME             | Yoldaş, Ergüder                  |
| KURZBESCHREIBUNG | türkischer Komponist und Musiker |
| GEBURTSDATUM     | 6. Juni 1939                     |
| GEBURTSORT       | Izmir, Türkei                    |
| STERBEDATUM      | 25. Januar 2016                  |
| STERBEORT        | Izmir, Türkei                    |